# Берштен (герб)
Берштен (пол. Berszten, Bersten, Zyrzawa) — польский дворянский герб.

## Описание
В поле червлёном три колеса от плуга, расположенных в виде треугольника. Нашлемник из павлиньего хвоста. Польские историки полагают, что первые владельцы этого герба, род Берштенов, выехали из Германии или Силезии.

## Герб используют
9 родов
Berszten, Gaszyński, Giebułtowski, Karniowski, Olbierowski, Olbierz, Olbierzowski, Pikarski, Wierzchliński